# Pau d'Alais
La Pau d'Alais  de vegades anomenada Edicte d'Alès o  Edicte de Gràcia, va ser un tractat signat entre els hugonots i el rei de França Lluís XIII el 28 de juny de 1629 i negociat pel Cardenal Richelieu. El tractat va confirmar els principis bàsics de l'Edicte de Nantes, però contenia clàusules que preveien la renúncia dels hugonots a tots els drets polítics i el lliurament immediat de totes les ciutats i fortaleses controlades per ells. La pau va posar fi a les guerres religioses que havien devastat França, ajustant la posició dels hugonots en el regne, però el 1685 Lluís XIV va revocar l'Edicte de Nantes, a partir d'una brutal persecució dels protestants francesos.